# Mina Solita
La mina Solita és una antiga explotació de minerals de cobalt que està situada a Peramea, en el terme municipal del Baix Pallars, al Pallars Sobirà. Va tenir una activitat minera de poca importància, però va ser coneguda arreu del món pels seus magnífics exemplars de calcita i aragonita cobaltífera en forma de corall, formant també bells agregats en bandes en forma d'ònix intensament colorejats de rosa i verd.
La mina constava de diversos nivells, amb dues entrades situades al nord de l'explotació. Gran part de les galeries es troben actualment esfondrades.

## Mineralogia
L'explotació es relaciona amb una mineralització disseminada, localitzada entre afloraments de conglomerats del buntsandstein en contacte mecànic amb pissarres negres silurianes.
Els minerals que s'hi poden trobar constitueixen un indici cobaltífer únic a Catalunya.
La mineralització primària consisteix en petites masses disperses entre els conglomerats de sulfarsenits de cobalt i níquel, principalment gersdorffita-cobaltita-pirita, amb una segona fase més pobra en níquel i cobalt en la qual es diposita tennantita-pirita. Posteriorment es formen una sèrie de minerals d'alteració com els òxids (heterogenites), els arsenats (eritrites), així com la calcita i l'aragonita, famoses a la mina.
Els minerals que s'hi poden trobar, són:
| Nom                      | Fórmula                  | Nom          | Fórmula                |
| Annabergita              | Ni₃(AsO₄)₂·8H₂O          | Grafit       | C                      |
| Aragonita                | CaCO₃                    | Guix         | CaSO₄·2H₂O             |
| Atzurita                 | Cu₃(CO₃)₂(OH)₂           | Hematites    | Fe₂O₃                  |
| Bassetita                | Fe2+(UO₂)₂(PO₄)₂ · 10H₂O | Heterogenita | Co3+O(OH)              |
| Calcita - Cobaltocalcita | CaCO₃ - (Ca,Co)CO₃       | Jarosita     | KFe3+ 3(SO₄)₂(OH)₆     |
| Calcopirita              | CuFeS₂                   | Malaquita    | Cu₂(CO₃)(OH)₂          |
| Cobaltita                | CoAsS                    | Pirita       | FeS₂                   |
| Eritrita                 | Co₃(AsO₄)₂ · 8H₂O        | Quars        | SiO₂                   |
| Farmacolita              | Ca(HAsO₄) · 2H₂O         | Tennantita   | Cu₆[Cu₄(Fe,Zn)₂]As₄S13 |
| Gersdorffita             | NiAsS                    | Zeiringita   | CaCO₃                  |
| Goethita                 | α-Fe3+O(OH)              |              |                        |

### La calcita cobaltífera

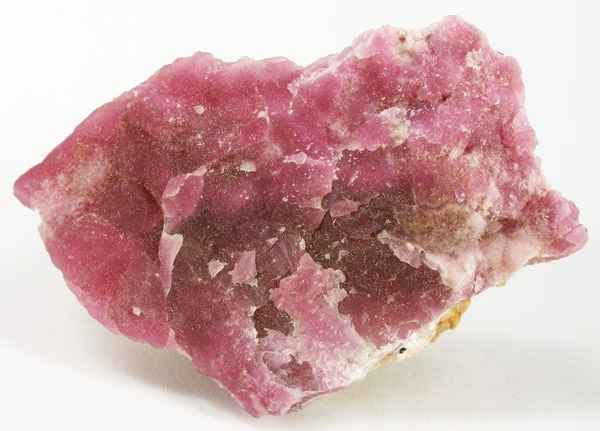
Calcita cobaltífera de la mina Solita

Entre les cavitats dels conglomerats trobem bossades de calcita cobaltífera, és a dir, calcita que conté cobalt. El contingut en cobalt és molt baix, però el poder de coloració de les sals de cobalt és molt alt. Aquest cobalt té el seu origen en sulfoarsenurs que es troben propers i dels que l'aigua en va dissoldre els cations i els va dipositar en formar-se els filons de calcita. Els exemplars de calcita cobaltífera de Peramea es presenten com vetes encaixades en el conglomerat o formacions estalactítiques de gran bellesa. Aquests exemplars es poden considerar entre els més apreciats a nivell mundial pels col·leccionistes. La mina es va arribar a treballar per treure exemplars que avui trobem a diferents col·leccions, com la Folch o la del Museu de Ciències Naturals de Barcelona.